# Gnamptodon
Gnamptodon is een geslacht van insecten uit de orde vliesvleugeligen (Hymenoptera) en de familie schildwespen (Braconidae).

## Soorten
- G. abnormis (Belokobylskij, 1987)
- G. allochetus (Fischer, 1971)
- G. allopatricus (Fischer, 1971)
- G. apheles (van Achterberg, 1983)
- G. asper Papp, 2007
- G. bicolor (Fischer, 1965)
- G. bini (van Achterberg, 1983)
- G. boreus (Tobias, 1986)
- G. breviradialis (Fischer, 1959)
- G. brevis (van Achterberg, 1983)
- G. catamaranensis (Fischer, 1978)
- G. clarimacula (Fischer, 1978)
- G. crista (Weng & Chen, 2005)
- G. chinensis Chen & Whitfield, 2002
- G. decoris (Forster, 1862)
- G. diffusus (Chen & Weng, 2005)
- G. dispar (Fischer, 1978)
- G. erasmi (van Achterberg, 1983)
- G. georginae (van Achterberg, 1983)
- G. glaber (Fischer, 1965)
- G. gladius (Weng & Chen, 2005)
- G. indicus (Narendran & Rema, 1996)
- G. isoplasticus (Fischer, 1971)
- G. longicauda (Fischer, 1965)
- G. malabaricus (Narendran & Rema, 1996)
- G. molestus van Achterberg, 1988
- G. nepalicus (Fischer, 1966)
- G. nepticulae Rohwer, 1915
- G. nieukerkeni (van Achterberg, 1983)
- G. novateutonicus (Fischer, 1967)
- G. novobritannicus (Fischer, 1971)
- G. orientalis (van Achterberg, 1983)
- G. pilosus (van Achterberg, 1983)
- G. prolixnervius (Chen & Weng, 2005)
- G. pumilio (Nees, 1834)
- G. recticarinatus (Fischer, 1965)
- G. rotundincisus (Fischer, 1978)
- G. ruficeps (van Achterberg, 1983)
- G. rugulosus (Fischer, 1965)
- G. scutella (Weng & Chen, 2005)
- G. setosus Ahmad, 2008
- G. sichotaealinicus (Belokobylskij, 1987)
- G. similis (van Achterberg, 1983)
- G. simulans Ahmad, 2008
- G. sinuatus (Fischer, 1965)
- G. tadzhicus Tobias & Saidov, 1997
- G. talumalausensis (Fischer, 1971)
- G. tanycoleosus (Chen & Weng, 2005)
- G. tasmanicus (Fischer, 1978)
- G. topali (Papp, 1997)
- G. tricrenulatus (Fischer, 1978)
- G. unifossa (Fischer, 1963)
- G. vlugi (van Achterberg, 1983)